# Retamar
Retamar är en ort i Spanien.   Den ligger i provinsen Provincia de Almería och regionen Andalusien, i den södra delen av landet, 400 km söder om huvudstaden Madrid. Retamar ligger 3 meter över havet och antalet invånare är 4 487.
Terrängen runt Retamar är platt österut, men åt nordväst är den kuperad. Havet är nära Retamar åt sydväst. Närmaste större samhälle är Almería, 12,8 km väster om Retamar. 